# Melanophryniscus simplex
Sapinho-de-barriga-vermelha (Melanophryniscus simplex) é uma espécie de anfíbio da família Bufonidae. A espécie é endêmica do Brasil, ocorrendo nos municípios de Antônio Prado, Bom Jesus, Cambará do Sul, Canela, Nova Roma do Sul e São Francisco de Paula, no estado do Rio Grande do Sul e nos municípios de Campo Belo do Sul, Campos Novos e São Joaquim no estado de Santa Catarina .
A ameaça por desconexão de habitat pode ser importante quando a matriz for composta por Pinus spp. 

## Reprodução
A espécie se reproduz em ambientes abertos, mas pode também ser encontrada em borda e no interior de mata (hábitat generalista). Entretanto, a espécie necessita de um mosaico de paisagens, com poças em áreas abertas e próximas a fragmentos florestais, para o desenvolvimento do seu ciclo reprodutivo (girinos em poças de áreas abertas e adultos associados a fragmentos de floresta).
Assim como outras espécies do gênero, Melanophryniscus simplex tem reprodução do tipo explosiva . Em duas localidades observaram-se eventos reprodutivos da espécie logo após fortes chuvas. Estes eventos foram registrados em pequenos corpos d'água lóticos e temporários em bordas de mata nativa com reflorestamento com Pinheiro, em bordas de mata nativa com áreas abertas, em valas de escoamento de estradas e trilhas próximas a fragmentos de floresta e no interior de florestas .
Os machos vocalizam às margens desses corpos d'água, geralmente onde a água é mais rasa freqüentemente escondidos na vegetação emergente ou em troncos e pedras sobre a água, o amplexo é axilar e a fêmea deposita uma massa (ovos mais uma camada gelatinosa) com cerca de cem ovos na água .